# کوه ژیروارد
کوه ژیروارد (به انگلیسی: Mount Girouard) یک کوه در کانادا است که در آلبرتا واقع شده‌است. کوه ژیروارد ۲٬۹۹۵ متر بالاتر از سطح دریا واقع شده‌است.